# Michael Michailoff
Michael Michailoff, född 24 februari 1979 i Gällivare, är en svensk sångare.
2002 deltog Michael i Fame Factory i TV 3, och 2004 släppte ett eget album, "In God I Trust". Hans andra album, "Live From Blackbox", släpptes 2006. Han deltog även i den svenska Melodifestivalen 2008 med bidraget "That's Love" i deltävlingen i Göteborg. Sologitarrist i bandet Marmeladorkestern. Skivan "live at home" är en liveskiva inspelad på Gamla Teatern i Östersund 13 september 2012 tillsammans med gästartister som Mikael Rickfors, Björn Gidlund samt Archi Jamt. Hösten 2014 släpps singeln "man in search of love" inspelad tillsammans med Martin Andersson (producent). Albumet "Soul Rebel" är under produktion och beräknas släppas under 2017.